# La Bande à Bebel
Pour plus de détails, voir Fiche technique et Distribution.
La Bande à Bebel est un court métrage documentaire de Charles Gérard réalisé en 1966 consacré à Jean-Paul Belmondo.

## Fiche technique
- Réalisation : Charles Gérard
- Scénario : Michel Drucker (commentaire) et Charles Sweerts
- Photographie : Jean-Pierre Fouchet
- Musique : Petula Clark
- Pays :  France
- Durée : 22 min
- Année de sortie : 
  - en France - 1966

## Distribution
- Jean-Paul Belmondo
- Dominique Zardi